# Okręg wyborczy nr 30 do Sejmu Polskiej Rzeczypospolitej Ludowej (1989–1991)
Okręg wyborczy nr 30 do Sejmu Polskiej Rzeczypospolitej Ludowej (1989–1991) obejmował Ostrów Wielkopolski oraz gminy Jaraczewo, Jarocin, Kotlin, Koźmin, Krotoszyn, Odolanów, Ostrów Wielkopolski (gmina wiejska), Przygodzice, Raszków, Rozdrażew, Sulmierzyce, Sośnie, Zduny i Żerków (województwo kaliskie). W ówczesnym kształcie został utworzony w 1989. Wybieranych było w nim 4 posłów w systemie większościowym.
Siedzibą okręgowej komisji wyborczej był Ostrów Wielkopolski.

## Wybory parlamentarne 1989

### Mandat nr 114 –Polska Zjednoczona Partia Robotnicza
| Kandydat | I tura | I tura | II tura | II tura |
| Kandydat | Głosów | %      | Głosów  | %       |
| --- | ------ | ------ | ------- | ------- |
| Marian Janicki                                                                                                 | 28 408 | 25,23  | 30 289  | 48,68   |
| Elżbieta Podlas                                                                                                | 26 200 | 23,27  | 20 637  | 33,17   |
| Waldemar Gostomczyk                                                                                            | 21 383 | 18,99  | —       | —       |
| Liczba głosów ważnych: 112 579 (I tura) • 62 222 (II tura) Źródło: Państwowa Komisja Wyborcza I tura i II tura |        |        |         |         |

### Mandat nr 115 –Zjednoczone Stronnictwo Ludowe
| Kandydat | I tura | I tura | II tura | II tura |
| Kandydat | Głosów | %      | Głosów  | %       |
| --- | ------ | ------ | ------- | ------- |
| Tadeusz Sytek                                                                                                  | 31 692 | 28,96  | 28 549  | 45,95   |
| Tadeusz Gwiazdowicz                                                                                            | 21 744 | 19,87  | 27 419  | 44,13   |
| Józef Gryszka                                                                                                  | 17 397 | 15,89  | —       | —       |
| Michał Karalus                                                                                                 | 3768   | 3,44   | —       | —       |
| Liczba głosów ważnych: 109 452 (I tura) • 62 137 (II tura) Źródło: Państwowa Komisja Wyborcza I tura i II tura |        |        |         |         |

### Mandat nr 116 – bezpartyjny
| Kandydat                                                          | Głosów | %     |
| ----------------------------------------------------------------- | ------ | ----- |
| Jerzy Koralewski                                                  | 76 475 | 68,22 |
| Franciszek Stróżyk                                                | 15 348 | 13,69 |
| Zbigniew Zieliński                                                | 7585   | 6,77  |
| Wiktor Krawczyk                                                   | 6727   | 6,00  |
| Liczba głosów ważnych: 112 094 Źródło: Państwowa Komisja Wyborcza |        |       |

### Mandat nr 436 –Polska Zjednoczona Partia Robotnicza
| Kandydat                                                         | Głosów | %     |
| ---------------------------------------------------------------- | ------ | ----- |
| Iwona Lubowska                                                   | 22 125 | 35,81 |
| Gabriela Rembisz                                                 | 18 213 | 29,47 |
| Liczba głosów ważnych: 61 793 Źródło: Państwowa Komisja Wyborcza |        |       |